# Ticoș-Floarea, Neamț
Ticoș-Floarea este un sat în comuna Tașca din județul Neamț, Moldova, România.

## Etimologie
Numele de Floarea (din Ticoș-Floarea) vine de la platoul cu flori de pe muntele Floarea situat la 4 Km de centrul comunei.
 Acest articol despre o localitate din județul Neamț este deocamdată un ciot. Puteți ajuta Wikipedia prin completarea lui.